# Mignonnes
Pour plus de détails, voir Fiche technique et Distribution.
Mignonnes est un film français réalisé par Maïmouna Doucouré, sorti en 2020.

## Synopsis
Aminata, dite Amy, 11 ans, vit dans le nord de Paris avec sa mère, son petit frère Ismaël et un deuxième petit frère, bébé. Membre d'une famille originaire du Sénégal et de religion musulmane, elle assiste impuissante à la souffrance de sa maman, dont le mari polygame s'apprête à revenir du pays avec une seconde épouse. Elle s'ennuie en outre pendant les prières collectives et semble rejeter les valeurs religieuses et traditionnelles que sa tante cherche à lui transmettre.
Un peu plus tard, Amy se lie d'amitié avec Angelica, qu'elle croise pour la première fois dans la laverie de son immeuble en train de danser. Fascinée par ces chorégraphies, elle se met à espionner Angelica et ses copines pour les regarder s'entraîner à danser sous un pont, près d’une voie verte. Elle réussit progressivement à se faire accepter par Angelica puis les autres filles puis à intégrer le groupe de danse, dénommé « Mignonnes ». Les préadolescentes s'exercent pour un concours et n'hésitent pas à adopter des tenues légères à l'image de leurs concurrentes plus âgées, reproduisant également les chorégraphies plus ou moins suggestives de diverses vidéos. Encouragée par le succès et la quête de la reconnaissance sur les réseaux sociaux, souffrant de sa propre situation familiale et communautaire, Amy joue la surenchère et propose d'incorporer à la chorégraphie des mouvements et postures encore plus érotiques voire quasi pornographiques.
Après une humiliation subie à l’école, qui donne lieu à la diffusion d'une vidéo montrant sa culotte et des moqueries diverses, elle est rejetée par ses amies. Elle finit par perdre pied et par poster une photo compromettante de son sexe en gros plan sur les réseaux sociaux, ce qui suscite un rejet encore plus grand de ses camarades. Par la ruse, elle réussit finalement à danser lors du concours final au parc de la Villette, où la gestuelle très suggestive de la chorégraphie contraste avec le jeune âge des danseuses, provoquant des réactions parmi le jury et le public. Amy éclate soudainement en sanglots avant la fin de la représentation et s'enfuit pour rejoindre sa mère.
À son retour, elle tombe sur sa tante qui la blâme par rapport à sa tenue et son attitude récente. La mère d'Amy intervient en lui ordonnant de laisser sa fille tranquille, puis la prend dans ses bras pour la rassurer. Amy implore sa mère de ne pas se rendre au mariage de son père prévu le même jour. Celle-ci lui répond qu'elle doit suivre son devoir d'épouse, mais qu'Amy n'est, pour sa part, pas obligée d'y aller. Seule dans l'appartement, Amy délaisse alors à la fois la robe traditionnelle qui était prévue pour elle pour ce mariage et sa tenue de danseuse sexy ; habillée en jean et t-shirt, les cheveux détachés, elle traverse la salle où les femmes dansent à l'occasion du mariage puis sort dans la rue pour jouer à la corde à sauter avec un groupe de filles,.

## Fiche technique
Sauf indication contraire, les informations mentionnées dans cette section peuvent être confirmées par la base de données cinématographiques Unifrance,  présente dans la section « Liens externes ».
- Titre original : Mignonnes
- Réalisation : Maïmouna Doucouré
- Scénario : Maïmouna Doucouré, Alice Winocour, Valentine Milville, Nathalie Saugeon[4]
- Musique : Niko Noki
- Montage : Stéphane Mazalaigue, Mathilde Van de Moortel
- Photographie : Yann Maritaud
- Son : Clément Maléo
- Décors : Julie Wassef
- Costumes : Valérie Ranchoux
- Production : Zangro
- Sociétés de production : Bien ou Bien Productions, France 3 Cinéma
- Sociétés de distribution : Bac Films (France) ; Netflix (monde)
- Budget : 3,43 millions d'euros
- Pays de production :  France
- Langues originales : français et wolof (ainsi que quelques répliques ou chants en espagnol, arabe et anglais)
- Format : couleur — 2,39:1 — son Dolby Digital
- Durée : 95 minutes (1 h 35)
- Genre : drame
- Dates de sortie :
  - États-Unis : 23 janvier 2020 (festival de Sundance)
  - Allemagne : 1er mars 2020 (Berlinale)
  - France : 19 août 2020
  - Monde (hors France) : 9 septembre 2020 (Netflix)

## Distribution
- Fathia Youssouf : Aminata, dite Amy
- Médina El Aidi-Azouni : Angelica
- Esther Gohourou : Coumba
- Ilanah Cami-Goursolas : Jess
- Myriam Hamma : Yasmine
- Demba Diaw : Ismael, le frère d'Amy
- Maïmouna Gueye : Mariam, la mère d'Amy
- Mbissine Thérèse Diop : la tante d'Amy
- Mamadou Samaké : Samba
- Bilel Chegrani : Clément W
- Jean-Paul Castro : le frère d'Angelica

## Production
En 2011, Zangro, réalisateur et producteur, crée Bien ou Bien productions, qui produit de la fiction pour le cinéma et la télévision. Mignonnes est son premier long métrage.
Le scénario obtient un prix au festival du film de Sundance 2017.

## Sortie et accueil
En raison de la pandémie de Covid-19, la sortie du film prévue initialement le 1er avril 2020 est reportée au 3 juin puis au 19 août.

### Accueil critique

#### En France
En France, le site Allociné propose une moyenne de 3,6⁄5 à partir de l'interprétation de 21 critiques de presse.
Libération estime « attachant mais trop démonstratif » ce film qui dénonce la sexualisation précoce des préados : « le film reste sur le seuil du malaise qu’il entend appuyer chaque fois qu’il rencontre le regard masculin, comme s’il craignait de le mettre frontalement en accusation ».
Pour France Info Afrique, « le propos de Mignonnes est une subtile réflexion sur la condition féminine quand l'enfance et l'innocence s'éloignent discrètement » et le film bénéficie d'un « casting féminin porté par l'intensité de la jeune Fathia Youssouf, une révélation ».
La ministre française de la Culture, Roselyne Bachelot, a pris la défense du film en septembre 2020, en dénonçant des critiques « qui se fondent sur une série d’images réductrice et décontextualisée du film [...] en contradiction totale avec le propos de son œuvre ».

#### Aux États-Unis
Peu avant la sortie du film sur Netflix prévue le 9 septembre 2020, l'affiche et la bande-annonce promotionnelle internationale du film ont été vivement critiquées sur les réseaux sociaux pour avoir sexualisé les actrices, en utilisant une affiche différente de celle de sa sortie originale en France, représentant la dernière danse dans le film. Une pétition diffusée sur Change.org recueille 240 000 signatures. Netflix a présenté ses excuses et a remplacé l'affiche controversée par une nouvelle, déclarant que « ce n'était pas une représentation précise du film ».
La réalisatrice s'est défendue en définissant son film comme un « cri d'alarme » après « avoir vu dans une fête de quartier des filles de 11 ans danser de façon hyper lascive ».
Une polémique naît aux États-Unis, en lien avec la première affiche et est reprise par des conservateurs proches du Parti républicain et des complotistes du mouvement QAnon ,. La réalisatrice Maïmouna Doucouré dénonce « une attaque contre la liberté de création » venant de personnes qui n'auraient pas vu le film. La polémique se poursuit en septembre 2020, avec l'annonce d'une poursuite de la plateforme Netflix au Texas,. Malgré les menaces d'élus du Congrès, Netflix diffuse cependant le film aux États-Unis, ce qui lui vaut en septembre 2020 une hausse des désinscriptions à son service.

#### En Turquie
Début septembre,  estimant que le film risquait « d'exposer les enfants à des abus et de compromettre leur développement psychologique », le ministère de la Famille et des Affaires sociales du gouvernement turc saisit le conseil supérieur de l'audiovisuel RTÜK, qui interdit sa diffusion sur Netflix,.

### Box-office
| Pays ou région | Box-office     | Date d'arrêt du box-office | Nombre de semaines |
| -------------- | -------------- | -------------------------- | ------------------ |
| France         | 91 488 entrées | 27 octobre 2020            | 10                 |
| Total mondial  | 692 459 $      | -                          | -                  |

## Distinctions

### Récompenses
- Festival du film de Sundance 2017 : « Global Filmmaking Award » pour le scénario[5]
- Festival du film de Sundance 2020 : prix de la meilleure réalisation[6]
- Berlinale 2020 : mention spéciale du jury international[6]
- César 2021 : Meilleur espoir féminin pour Fathia Youssouf[21]
- Prix Alice Guy 2021[22]

### Nomination
- César 2021 : Meilleur premier film pour Maïmouna Doucouré